# غابرييل أوبريا
غابرييل أوبريا (بالرومانية: Gabriel Oprea) هو سياسي وقائد عسكري روماني ولد في يوم 1 يناير 1961 في بلدة فوندويلا في مقاطعة كالاراشي في رومانيا، شغل منصب رئيس وزراء رومانيا بالوكالة من 29 يوليو 2015 إلى 10 أغسطس 2015 بعد استقالة فيكتور بونتا، وهو عضو سابق في الاتحاد الوطني لإصلاح رومانيا.